# Blunervirus
Genre
Espèces de rang inférieur
- espèce-type : Blueberry necrotic ring blotch virus.

Blunervirus est un genre de virus de la famille des Kitaviridae, créé en 2016, qui comprend 2 espèces acceptées par l'ICTV. Ce sont des virus à ARN linéaire à simple brin à polarité positive, qui infectent des plantes (phytovirus). La famille est rattachée au  groupe IV de la classification Baltimore.
Le BNRBV (Blueberry necrotic ring blotch virus) pourrait être transmis par des acariens du genre Calacarus de la famille des Eriophyidae. Le mécanisme spécifique par lequel le vecteur transmet le virus n'est pas connu.

## Étymologie
Le nom générique, « Blunervirus », est une combinaison dérivée du nom de l'espèce-type, Blueberry necrotic ring blotch virus.

## Structure
Le génome est segmenté, quadripartite, linéaire, et constitué d'ARN simple brin de polarité positive. Les quatre segments, ARN1, ARN2, ARN3 et ARN4, ont une taille d'environ 5,9, 3,9, 2,6 et 1,7 kb respectivement. L'ARN génomique est coiffé, mais non polyadénylé.
Les ARN génomiques servent d'ARN messagers. L'ARN1 contient un cadre de lecture ouvert (ORF) codant les domaines méthyltransférase, protéase et hélicase. L'ARN2 code un second domaine hélicase et un domaine ARN polymérase dépendant de l'ARN (RdRp). L'ARN3 contient cinq ORF codant les protéines p7, p9, p22, p28 et p31 et l'ARN4 semble coder une protéine de mouvement.

## Liste des espèces
Selon NCBI (20 janvier 2021) :
- Blueberry necrotic ring blotch virus (BNRBV))
- Tea plant necrotic ring blotch virus (TPNRBV))
- non-classées :
  - Tomato blunervirus 1
  - Tomato fruit blotch virus